# Flugplatz Saarlouis-Düren

i7
i11
i13
Der Flugplatz Saarlouis-Düren (ICAO-Code: EDRJ) ist ein Verkehrslandeplatz etwa 6 Kilometer westlich von Saarlouis, nahe dem Ortsteil Düren der Gemeinde Wallerfangen. Er verfügt über eine 800 m lange Asphaltbahn der Ausrichtung 07/25 und ist zugelassen für Anflüge nach Sichtflugregeln (VFR). Der Rufname ist Saarlouis Radio auf der Frequenz 121,210 MHz.

## Geschichte
Nachdem sich die Ford-Werke auf dem ehemaligen Flugplatzgelände angesiedelt hatten, wurde der neue Flugplatz eröffnet.
Heute beheimatet der Platz neben Privatflugzeugen auch Gyrocopter (Tragschrauber) sowie mehrere Vereine für Motor- und Segelflug und Fallschirmspringer.

## Virtueller Flughafen
Am 13. Februar 2012 veröffentlichte Aviasim Designs den Flugplatz Saarlouis-Düren für den Microsoft Flight Simulator 9. Der Flugplatz wird annähernd realistisch dargestellt, jedoch ohne die geneigte Start-/Landebahn, da der Microsoft Flight Simulator dies nicht unterstützt.
Eine Freeware-Version für den Microsoft Flight Simulator X wurde vom Freeware-Designer Patrick Freitag am 24. August 2012 bei Simviation veröffentlicht.